# Euxoa schausi
Euxoa schausi là một loài bướm đêm trong họ Noctuidae.